# Streptophyta
Infra-règne
Super-divisions de rang inférieur
- Charophyta – des « algues vertes »
- Embryophyta – plantes terrestres

Les Streptophytes (Streptophyta) sont un infra-règne des Chlorobiontes (les « Plantes vertes »).

## Classification
Les Streptophytes, au sein de la « lignée verte » (les Archaeplastida ou Plantae), sont le groupe frère des Chlorophytes.
Elles comprennent celles des algues vertes autrefois regroupées dans le groupe basal paraphylétique des Streptophycophytes (incluant les Charophycées), ainsi que le groupe monophylétique des Embryophytes. Il n'est pas clair si le groupe des Mésostigmatophycées est le groupe frère de toutes les autres Streptophytes, ou s'il est le groupe frère de l'ensemble { Chlorophytes + Streptophytes }.
On regroupe parfois sous le nom de Streptophytina (ou Streptophytes stricto sensu) les ordres des Charales et des Coleochaetales et les Embryophytes.
Les Streptophytes regroupent donc :
- les Mesostigmatophyceae (?)
- les Chlorokybophyceae
- les Klebsormidiophyceae
- les Zygnematophyceae
- les Charophyceae et les Coleochaetophyceae
- les Embryophyta avec
  - les Marchantiophyta ou Hepaticophyta
  - les Anthocerotophyta
  - les Bryophyta
  - les Tracheophyta comprenant à leur tour
    - les Lycophyta
    - les Monilophyta : Ophioglossales et Psilophyta, Marattiales et Equisetophyta, et Filicophyta
    - les Spermatophyta : Gymnospermae et Angiospermae

## Synapomorphies
Les principales synapomorphies (caractères dérivés propres) de ce groupe sont :
- la photorespiration est réalisé par la glycolate oxydase (au lieu de la glycolate déshydrogénase)[1]
- Absence de matrotrophie[réf. nécessaire]
- Fécondation par zoïdogamie[réf. nécessaire]